# Собаниці
Собаниці (пол. Sobanice) — село в Польщі, у гміні Нарушево Плонського повіту Мазовецького воєводства.
Населення — 228 осіб (2011).
У 1975-1998 роках село належало до Цехановського воєводства.

## Демографія
Демографічна структура станом на 31 березня 2011 року:
|          | Загалом | Допрацездатний вік | Працездатний вік | Постпрацездатний вік |
| -------- | ------- | ------------------ | ---------------- | -------------------- |
| Чоловіки | 124     | 28                 | 78               | 18                   |
| Жінки    | 104     | 17                 | 51               | 36                   |
| Разом    | 228     | 45                 | 129              | 54                   |